# 勒列日
勒列日（法語：Le Liège，法語發音：[lə ljɛʒ] ⓘ）是法国安德尔-卢瓦尔省的一个市镇，位于该省东部，属于洛什区。

## 地理
勒列日（47°13'43"N, 1°6'13"E）面积11.15 平方千米，位于法国中央-卢瓦尔河谷大区安德尔-卢瓦尔省，该省份为法国中西部省份，北起萨尔特省、东北接卢瓦-谢尔省，东南接安德尔省，南至维埃纳省，西临曼恩-卢瓦尔省。
与勒列日接壤的市镇（或旧市镇、城区）包括：塞雷拉龙德、热尼耶、吕济耶。

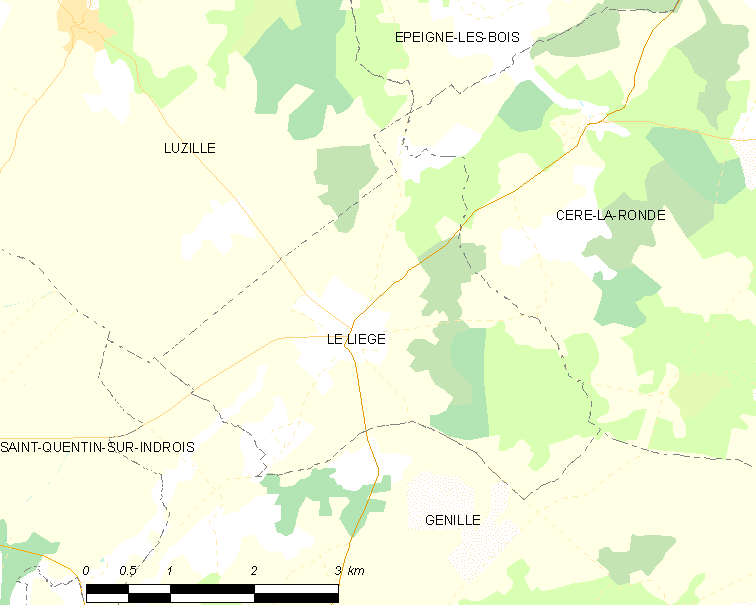
勒列日的OSM定位图

勒列日的时区为UTC+01:00、UTC+02:00（夏令时）。

## 行政
勒列日的邮政编码为37460，INSEE市镇编码为37127。

## 政治
勒列日所属的省级选区为洛什县。

## 人口

1962-2008年间勒列日人口变化图示

勒列日于2022年1月1日时的人口数量为326人。